# Приднестровский радиотелецентр
Приднестровский радиотелецентр — крупный широковещательный радиоцентр, один из немногих сохранивших активность на коротких волнах на территории бывшего СССР. Расположен в Приднестровской Молдавской Республике на территории площадью 850 гектаров между сёлами Гыртоп, Котовка и пгт Глиное (). Известен также как радиоцентр «Маяк». Градообразующее предприятие посёлка (города) Маяк.

## История
Основные масштабные сооружения радиоцентра строились в период с 1968 по 1975 год, часть которых вступили в работу как Молдавский радиоцентр в 1971 году.
Осенью 1970 года сдается дом № 1, в котором поселились люди строительных специальностей и инженера связи. До сдачи молодые специалисты жили в девяти вагончиках летом. Первым руководителем МРЦ (Молдавский радиоцентр) был Дмитрий Витальевич Ковшов. Сам родом из Московской области, бывший партизан. Его отец — известный революционер, похороненный в г. Москве у Кремлёвской стены. Были выделены земельные участки под огороды, под гаражи. Для досуга молодежи, а в основном население составляли  люди до 30 лет, была отведена комната в здании конторы — клуб. Параллельно со  строительством зданий шло строительство домов и объектов соцкультбыта: детского сада, школы, комплекса «Столовая, магазин, ФАП, поселковый совет»
В 1978—1990 годах — период расцвета коротковолнового и средневолнового вещания — загрузка передатчиков «Маяка» составляла 23 часа в сутки. Благодаря большой мощности радиоцентр покрывал излучением территории далеко за пределами СССР. Отзывы о качестве приёма программ приходили от радиослушателей из США, Западной Европы, Африки, Австралии, Индии. Единственным заказчиком был Государственный комитет СССР по телевидению и радиовещанию.

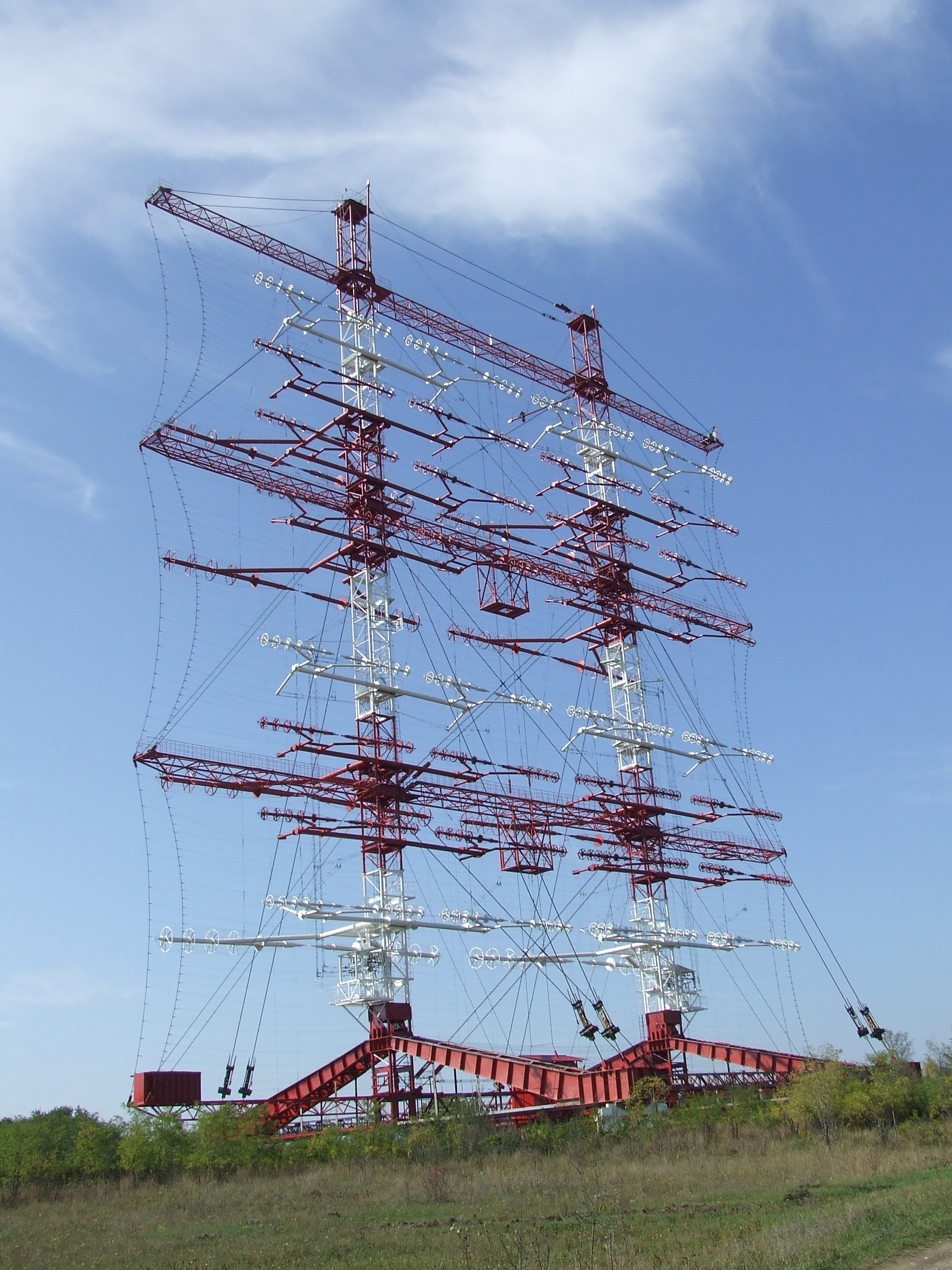
Поворотная коротковолновая антенна А 30-31

В 1986—1987 годах была проведена реконструкция, и к началу 1990-х годов здесь действовали более 20 передатчиков, работавших на разные цели в диапазонах коротких и средних волн и подключённых к 4 антеннам высотой от 60 до 160 метров. В 1980 году была сооружена уникальная поворотная коротковолновая антенна А 30-31, способная менять азимут излучения физическим поворотом антенной решётки. Также к уникальному оборудованию можно отнести и комплекс средневолновых антенн бегущей волны «Заря» разработки Г. З. Айзенберга и реализованных лишь в десятке наиболее крупных радиоцентров СССР (ныне все заброшены) — 11 мачт, расположенных на длине около 600 метров, запитанных от мегаваттного передатчика. Средневолновая антенна «Квадрат» может менять диаграмму направленности импульса на 90 градусов. Заказчики этого оборудования в основном Трансмировое радио, «ВВС», «Радио-агентство»
В СССР было построено около десятка радиоцентров подобной мощности, при этом молдавский был самым выгодным с точки зрения географического положения для вещания на зарубежные страны. Персонал радиоцентра насчитывал 220 человек. В советское время потребление электроэнергии составляло порядка 10 млн кВт·ч в месяц.
В 1991 году после самопровозглашения Приднестровской Молдавской Республики, радиоцентр вышел из-под контроля Кишинёва и перестал транслировать передачи Молдавского национального радио. Продолжалась трансляция радиопрограмм Приднестровья, а также российских программ, предназначенных для слушателей из Молдавии, Украины и некоторых других стран этого региона. Радиоцентр испытывал острый недостаток финансирования, и некоторые антенны пришлось отключить. К радиоцентру были добавлены спутниковые телевизионные передатчики, после чего он стал называться Приднестровским телерадиоцентром.
В 1997 году на радиоцентре, не выдержав веса скопившегося льда, рухнула 350-метровая средневолновая антенна, а в конце 2000 года, не выдержав интенсивного обледенения, рухнула 250-метровая антенная мачта, с помощью которой выполнялись заказы на ретрансляцию российских программ на соседние европейские страны. Кроме того, рухнулa 160-метровая мачта и семь мачт коротковолновых антенн вещания на дальнее зарубежье. Уцелели 150-метровая и 80-метровая антенны и коротковолновая поворотная антенна. Мачты антенной системы «Заря» тоже уцелели, но с них упали сами антенны, использовавшиеся для вещания на Австрию и Балканы.
В 2007 году по просьбе России телерадиоцентр был продан Правительством Приднестровской Молдавской Республики федеральному государственному унитарному предприятиятию «Российская телевизионная и радиовещательная сеть» с обременением по реконструкции объекта, иначе в 2012 году он бы снова вернулся в собственность ПМР. Новый владелец в полном объёме выполнил инвестиционное задание по ремонту и восстановлению оборудования: отремонтировал открытые подстанции, окрасил несколько рабочих антенн, восстановил обе антенны, пострадавшие в ходе оледенения 2000 года, значительно увеличил объём вещания радиокомпании «Голос России» на средних волнах, перевёл телерадиовещание на современные компьютерные технологии, ввёл в эксплуатацию новую цифровую технику.
С 18 апреля 2022 года Приднестровский радиотелецентр прекратил вещание на коротких волнах. До этой даты он являлся одним из немногих КВ-центров, сохранившихся на территории бывшего СССР (при многих десятках в 1980-х, см. Радиоцентр). Основные заказчики вещания программ — РТРС и TWR.
Утром, 26 апреля 2022 года были взорваны 3 мачты с двумя державшимися на них коротковолновыми антеннами типа СГД, много лет назад выведенные из вещания. Вероятно, повреждена поворотная КВ-антенна А30-31, не вещающая полгода. Оба сооружения не имеют отношения к вещанию на средних волнах. Вещание «Вести FM» на 1413 кГц и «Радио России» на 999 кГц продолжается.
По другим данным были взорваны две самые мощные антенны, ретранслировавшие радио Российской Федерации и обнаружено ещё десять взрывных устройств.

## Галерея

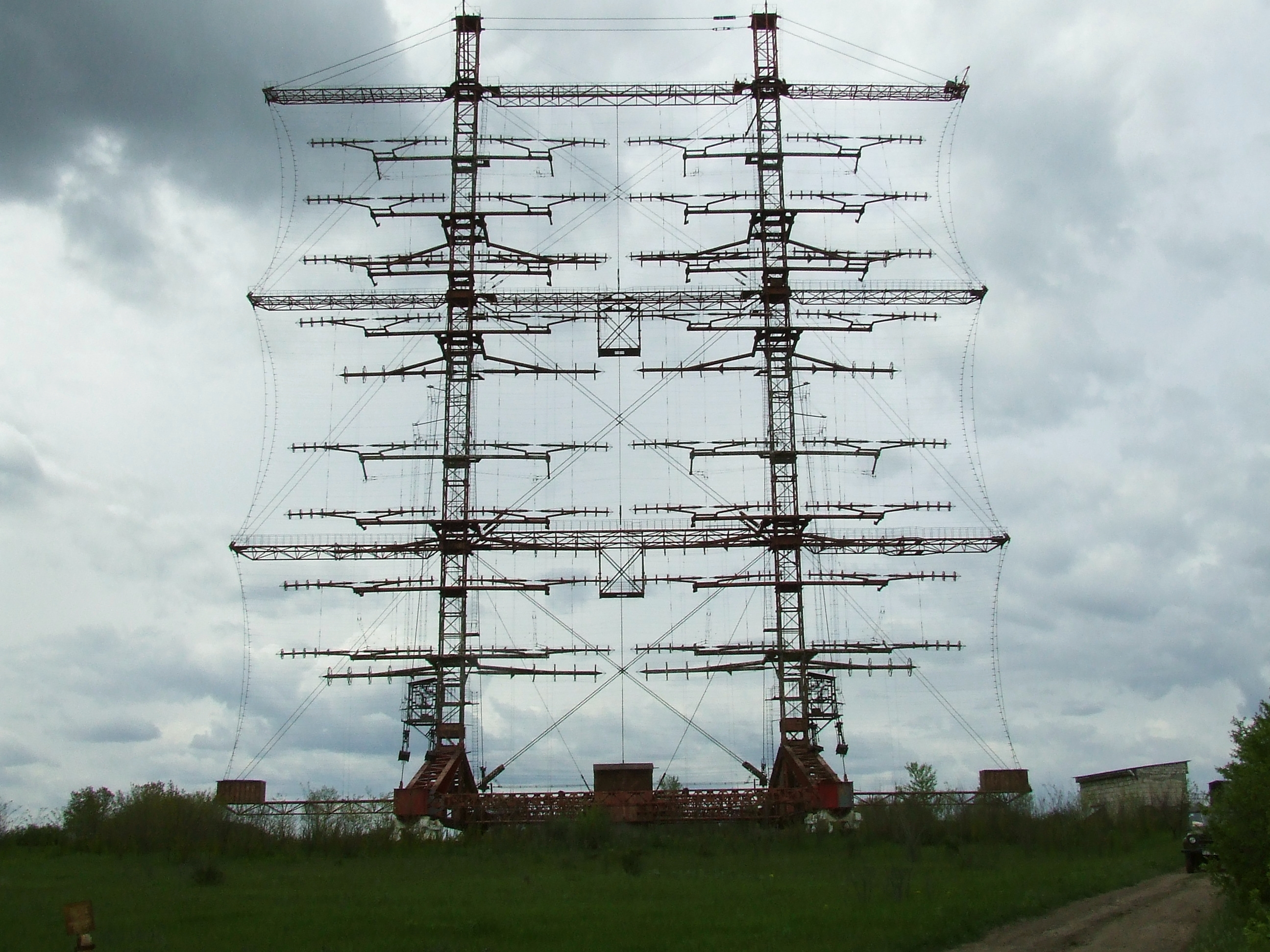
Поворотная коротковолновая антенна А30-31
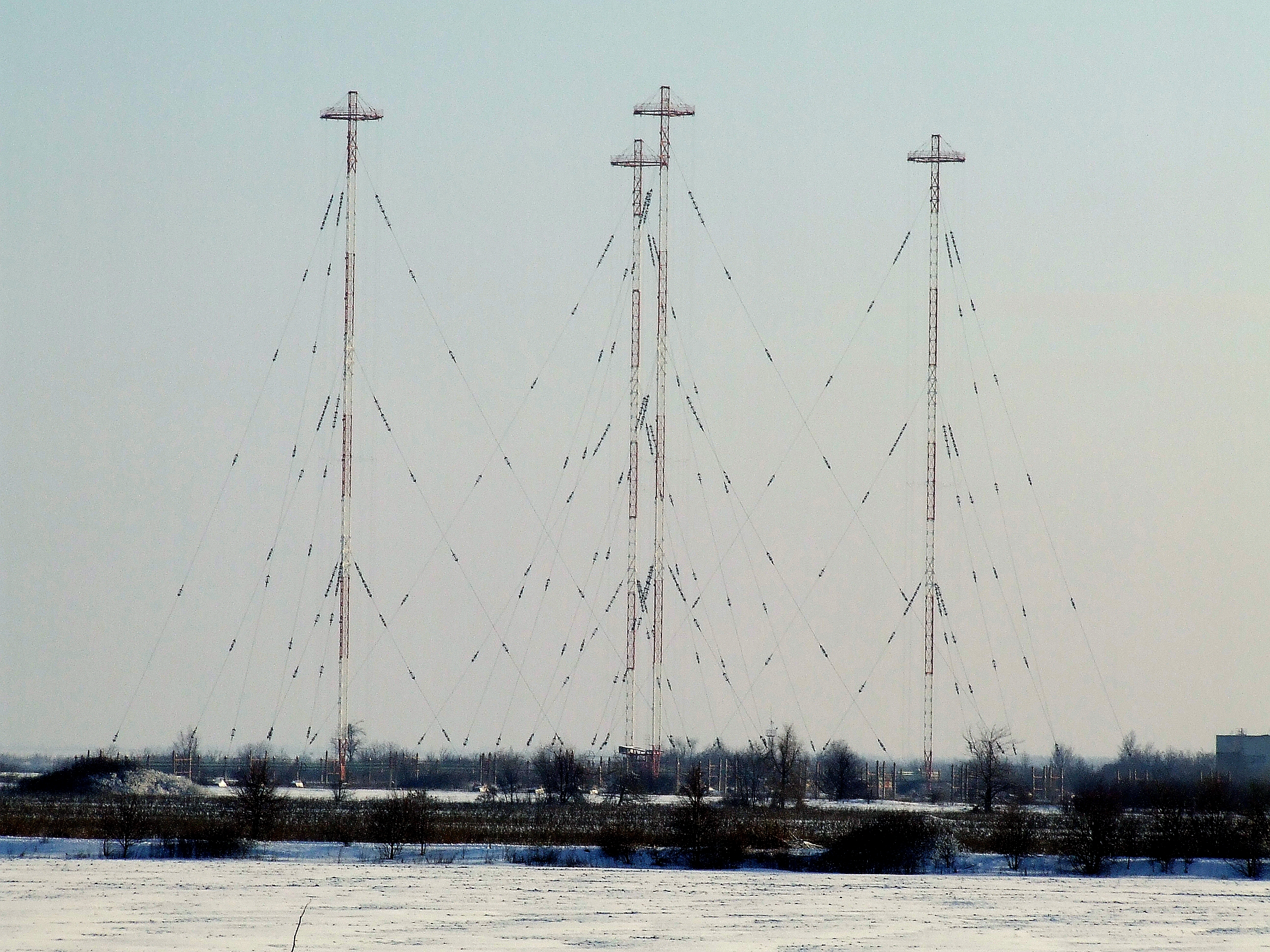
Средневолновая антенна «Квадрат»
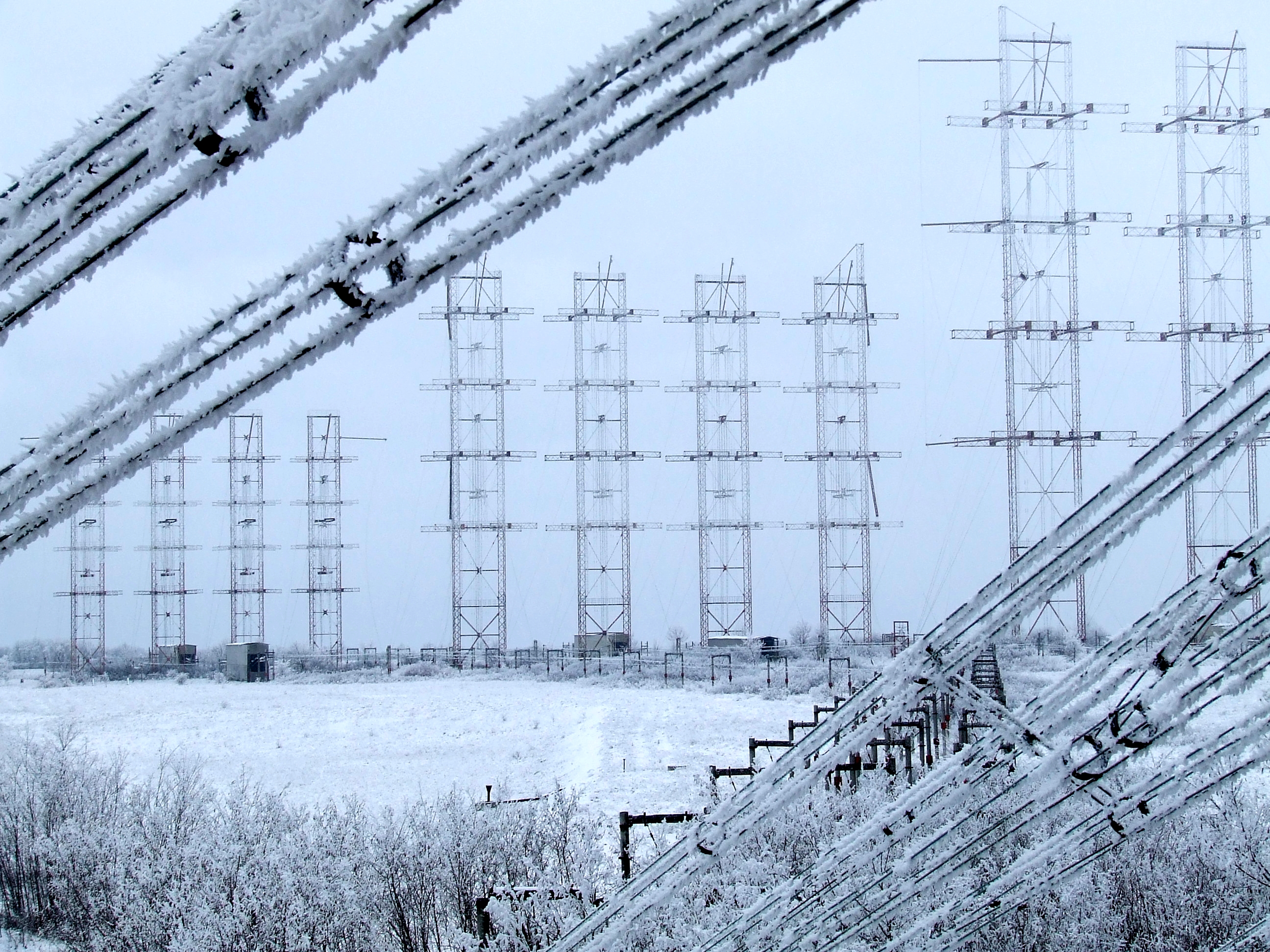
Комплекс коротковолновых антенн СГД